# Obraz ciała
Obraz ciała (psychologia) – umysłowa reprezentacja siebie, zawierająca w sobie postrzeganie wyglądu, uczucia, myśli związane z ciałem, funkcje i możliwości ciała, a także to jak osoba czuje się w swoim ciele. Ocena obrazu ciała może obejmować różne postawy, łącznie z zadowoleniem lub brakiem zadowolenia z obrazu ciała oraz zniekształceniami jego wizerunku (dysmorfofobia). Wizerunek ciała nie jest niezmienny, może ulegać zmianom pod wpływem oddziaływania otoczenia, uwag od innych czy nastroju. Nowe informacje są włączane w wizerunek ciała, jeśli zostaną przetworzone to obraz ciała może ulec przekształceniom. 
Pojęcie obrazu ciała zostało pierwszy raz zdefiniowane przez Paula Shildera, który scharakteryzował je jako wizerunek swojego ciała, który tworzymy w umysłach, sposób, w jaki nasze ciało wygląda dla nas samych. Od tego czasu pojęcie obrazu ciała interesowało wielu badaczy, którzy skupili się na jego różnych aspektach, takich jak postrzegana atrakcyjność fizyczna, zadowolenie z wagi, akceptacja ciała, schemat ciała, niezadowolenie z obrazu ciała. 
Obraz ciała może być negatywny lub pozytywny. Negatywny obraz ciała jest powiązany z niezadowoleniem z rozmiaru ciała, wyglądu, muskulatury, wagi i wiąże się z poczuciem wstydu i lęku. Osoby z negatywnym obrazem ciała czują, że ich ciała są wadliwe w stosunku do innych i są bardziej narażone na poczucie izolacji, posiadanie niskiej samooceny, depresji i zaburzeń odżywiania.
Wizerunek obrazu ciała składa się z czterech komponentów: poznawczego, emocjonalnego/afektywnego, behawioralnego i percepcyjnego. Komponent poznawczy obejmuje myśli i przekonania związane z ciałem, a zaburzenia w tym obszarze przyjmują charakter zniekształceń w myśleniu o ciele, na przykład wyolbrzymianie jednych i minimalizowanie innych danych. Komponent behawioralny to postawy wobec ciała i jego poszczególnych elementów, a także zachowania ukierunkowane na jego zmianę, na przykład diety i ćwiczenia. Komponent emocjonalny obejmuje uczucia łączące się z ciałem, a czynnik percepcyjny – oszacowanie kształtów i rozmiaru ciała. Mogą wystąpić tu zniekształcenia, na przykład przeszacowanie wymiarów ciała, czy zdeformowane postrzeganie jego elementów. Badania wskazują na występowanie tendencji wśród kobiet do postrzegania elementów swojego ciała jako większe, niż są w rzeczywistości. Zaburzenia w obszarze tych komponentów stanowią podstawę zaburzeń klinicznych, takich jak jadłowstręt psychiczny czy bulimia nervosa.

## Kształtowanie się i rozwój obrazu ciała
Proces kształtowania się obrazu ciała jest powiązany ze zmianami rozwojowymi. W okresie dzieciństwa mają miejsce trzy osiągnięcia rozwojowe istotne dla tworzenia obrazu swojego ciała:
- koło 2 roku życia - nabycie umiejętności odróżniania siebie od innych osób
- w 4-5 roku życia – zdobycie wiedzy o poszczególnych elementach ciała i zdolność tworzenia względnie adekwatnych rysunków ciał ludzkich
- 9 rok życia – zdolność oceny wymiarów ciała człowieka[4]

Zwiększenie zainteresowania wyglądem i funkcjonowaniem ciała nasila się następnie w etapie dojrzewania, również wtedy kształtuje się emocjonalny stosunek do własnego ciała. Przyjmuje się, że zadowolenie z obrazu ciała oraz jego poszczególnych elementów obniża wraz z wiekiem, jest najniższe w okresie adolescencji. Niezadowolenie z sylwetki, wagi i poszczególnych elementów ciała ma związek z potrzebą odchudzania się, wynikającą z internalizowania przekazów kulturowych na temat szczupłości, jako wyznacznika atrakcyjności i akceptacji. U dziewcząt niezadowolenie zwykle łączy się z tymi częściami ciała, które związane są z odkładaniem się tkanki tłuszczowej (typu brzuch, uda, biodra). Z kolei u chłopców, niezadowolenie nie wiąże się z obawą przed byciem za grubym, ale za mało muskularnym. Chęć posiadania muskularnego ciała przez chłopców ma mniejszy negatywny wpływ na obraz własnego ciała, niż ideał szczupłego ciała u kobiet.